# 私を球場に連れてって!
『私を球場に連れてって!』 (わたしをきゅうじょうにつれてって!、英語: Take me to the ballpark!、Take Me to the Baseball Stadium) は、原作: スーパーまさら、作画: うみのともによる日本の4コマ漫画。芳文社の『まんがタイムきららMAX』にて、2017年4月号から2021年7月号にかけて連載された。略称は『たまつれ』または『わた球』。

## 概要
野球観戦をテーマとした4コマ漫画であり、実際の球団や球場をモデルにした球団や球場が登場する。
主な舞台は埼玉県所沢市周辺であり、所沢を本拠地とする埼玉ホワイトキャッツの試合を観戦することが多い。
本作は2015年から2016年にかけてまんがタイムきららMAXでゲスト掲載されたスタンドびより!をベースとしている。スタンドびより!はスーパーまさらによる作品であったが、本作はスーパーまさらとうみのともによる合作である。

## あらすじ
高校入学初日、埼玉ホワイトキャッツファンの西武玲於奈と福岡ファルコンズファンの大栄春子のけんかに巻き込まれた野球の知識皆無の野原玉は流れで野球観戦をすることに。球場飯との出会いやレオナの近所に住むキャッツファンの丸地猫子との出会い、野球観戦や福岡遠征、レオナやファル子や猫子と過ごす日々を通してタマは野球を好きになってゆく。

## 登場人物
野原 玉 (のはら たま) / タマ
本作の主人公。猫子からもらった肉球のヘアピンをつけている。温厚な性格で、同級生や年上の人には敬語で話す。野球の知識はないが、高校の入学式の日にレオナとファル子のけんかに巻き込まれ流れで野球観戦をすることになった。食いしん坊で、球場飯を食べつくしている。巨乳でレオナからは嫉妬の目でみられるが、太っているように見えてるためコンプレックスに思っている。ホームランボールやファウルボールがよく頭に当たる。実は11年前、父に連れられオールスターゲームを観戦しに行った際に、レオナやファル子、猫子の母と偶然にも出会っていたことが判明した (タマ達はそれに気づいていない)。
普段は温厚で大人しいが、体重のことをいじるレオナと妹の照にヘッドロックをかけるなど、怒らせると怖い一面がある。また、毒舌で相手を傷つけることがある。
西武 玲於奈 (にしたけ れおな) / レオナ
キャッツのファン。球場ではオッサン側の人間になる。父親は医者で学校の成績に厳しいが、娘には甘い。家は金持ちで、性格に似合わず部屋は綺麗で可愛いぬいぐるみを飾っている。名字の由来はキャッツのモデル球団埼玉西武ライオンズだと思われる。
野球の知識は豊富だが学校の成績が悪く、テスト前にはタマやファル子に勉強を教わっている。
大栄 春子 (だいえい はるこ) / ファル子
ファルコンズのファン。キャッツドームで売り子のバイトをしており、貯めたお金で夜行バスで福岡までしばしばファルコンズの応援に行っている。名字の由来はファルコンズのモデル球団の前身福岡ダイエーホークスと思われる。
猫子のことが気に入っており、最初はファルコンズファンのことを伏せていた。
丸地 猫子 (まるち ねこ)
レオナの近所に住んでいるキャッツのファン。ファンクラブのジュニア会員で、8歳ながらキャッツドーム歴は7年。セイバーメトリクスに詳しい。礼儀正しく落ち着いた性格で、母親や同級生にも敬語で話す。タマとは野球観戦でホームランボールをもらったことから親しくなり、お礼に肉球のヘアピンをあげている。キャッツのことになると取り乱すことがあり、過激な発言をするなどタマを驚かせることがある。
猫子の母
猫子と同じくキャッツのファン。優勝欠乏症に悩まされており、最近は内野席で観戦することが増えている。年齢はギリギリ20代である。年齢を気にしており、おばさんと呼ばれることを嫌がる。猫子をキャッツファンにさせるために小さいころから野球のことを教えていた。
娘とは違い、天然でズボラなところがある。球場では酒を飲みすぎて、猫子に怒られることがある。
タマの父
タイタンズのファン。レオナがタマの彼女だと勘違いをしていた。その勘違いは解けたが、タマがキャッツのファンであると告白したことによりショックを受ける。
野原 照 (のはら てる)
タマの妹で猫子の同級生。猫子とくれあからは「テリー」とあだ名で呼ばれており、猫子が名付けた。理由が野蛮、粗暴で喧嘩早く、女の子らしさがないから。猫子からは、姉のタマとは性格が全然似ていないため、姉妹だと知り驚かれた。タマを裏ではデブ呼ばわりしており、バレたときは鉄拳制裁を受けている。
番場 くれあ (ばんば くれあ)
猫子と照の同級生。家はケーキ屋を営んでいる。気品がありおっとりとした性格だが、悪気なく失礼なことを言う。可愛いものやアイドルが好きでよくコンサートに行っている。
タマの大きな胸を羨ましく思っており、可愛いマスコットと胸が大きくなりたいと願掛けして、ホルスタインズのファンになる。
レオナの父
レオナと同じくキャッツのファン。医師。
川崎 まりん (かわさき まりん)
タマ達のクラスの担任。アルバトロスのファン。
ファルコンズファンのトラック運転手
原付で福岡に向かう途中で立ち往生したファル子を助けた人。

## 球団
SリーグとPリーグの2リーグがある。球団数は各リーグ6球団ずつの計12球団である。交流戦がある。

### Pリーグ
北海道セイバーズ
北海道に本拠地を構える球団。本拠地はホッカイドーム。
去年のリーグ順位は1位。
福岡ファルコンズ
福岡県に本拠地を構える球団。本拠地はファルコンズドーム。
去年のリーグ順位は2位。本拠地のファルコンズドームは日本で唯一屋根が開く球場である。
千葉アルバトロス
千葉県に本拠地を構える球団。本拠地はアルバスタジアム。
去年のリーグ順位は3位。
埼玉ホワイトキャッツ
埼玉県に本拠地を構える球団。本拠地はキャッツドーム。
去年のリーグ順位は4位。親会社は鉄道会社。1952年から1978年までは福岡に本拠地があった。本拠地のキャッツドームはタマたちの学校から15分のところにある。ドーム球場だが壁がないので虫が入ってくる。
宮城ワイルドグース
宮城県に本拠地を構える球団。本拠地はグースタ宮城。
去年のリーグ順位は5位。
大阪ホルスタインズ
大阪府に本拠地を構える球団。本拠地は牛セラドーム大阪。
去年のリーグ順位は6位。

### Sリーグ
広島レッドスナッパーズ
広島県に本拠地を構える球団。本拠地はレッドスタジアム広島。
東京タイタンズ
東京都文京区に本拠地を構える球団。本拠地はタイタンズドーム。
歴史も人気も1番の球団で、優勝回数もダントツの1位。本拠地のタイタンズドームは日本初のドーム球場。
神奈川ハムスターズ
神奈川県に本拠地を構える球団。本拠地は横ハムスタジアム。
関西サーバルス
兵庫県に本拠地を構える球団。本拠地は甲子園球場。
東京ラクトバシラス
東京都に本拠地を構える球団。
親会社は健康食品会社。本拠地は江戸神宮球場。
愛知スネークス
愛知県に本拠地を構える球団。本拠地はアイチドーム。

## 書誌情報
- スーパーまさら (原作)・うみのとも (作画) 『私を球場に連れてって!』 芳文社〈まんがタイムKRコミックス〉、全4巻[36]
  1. 2018年4月26日発売、ISBN 978-4-8322-4944-8
  2. 2019年5月27日発売、ISBN 978-4-8322-7098-5
  3. 2020年7月27日発売、ISBN 978-4-8322-7204-0
  4. 2021年7月27日発売、ISBN 978-4-8322-7291-0